# Claude Le Jeune
Claude Le Jeune (Valenciennes, 1528 o 1530 – París, 26 de setembre de 1600) fou un compositor francès del Renaixement.
El 1582 era mestre de la música particular del duc d'Anjou i el 1583 compositor de cambra del rei. Fou un dels primers a abraçar el protestanttisme i s'ignora si estava a París durant la nit de Sant Bartomeu. Considerat com un dels continuadors més notables de Janequin, posà música als poemes de Baïf.
Llista les seves obres principals:
- X psaumes de David, a quatre veus (1564);
- Airs à 4 et 5 p. (1595);
- Dodécachorde, 12 salms de dos a 7 veus (1598);
- 150 psaumes à 3 p. (1602-1608 i 1610);
- Le printemps, madrigals de dos à vuit veus (1603);
- Octonaires de vanité, de 3 a 4 veus (1606);
- Psaumes en vers mesurés, de 2 à 8 veus;
- Missa ad placitum 5-6 v. (1607);
- Livre de meslanges, de 4 a 6 veus (1585 i 1612), i Les CL psaumes de David à 4 p. (1613).